# Józef Kądzielski
Józef Kądzielski (ur. 20 marca 1929 w Łodzi, zm. 23 kwietnia 1990 w Warszawie) – polski socjolog, uczeń profesora Józefa Chałasińskiego, członek założyciel Polskiego Towarzystwa Socjologicznego, profesor nadzwyczajny, doktor habilitowany socjologii, teoretyk masowego komunikowania. Zajmował się badaniami nad kulturą masową, opinią społeczną i nad propagandą. 

## Życiorys

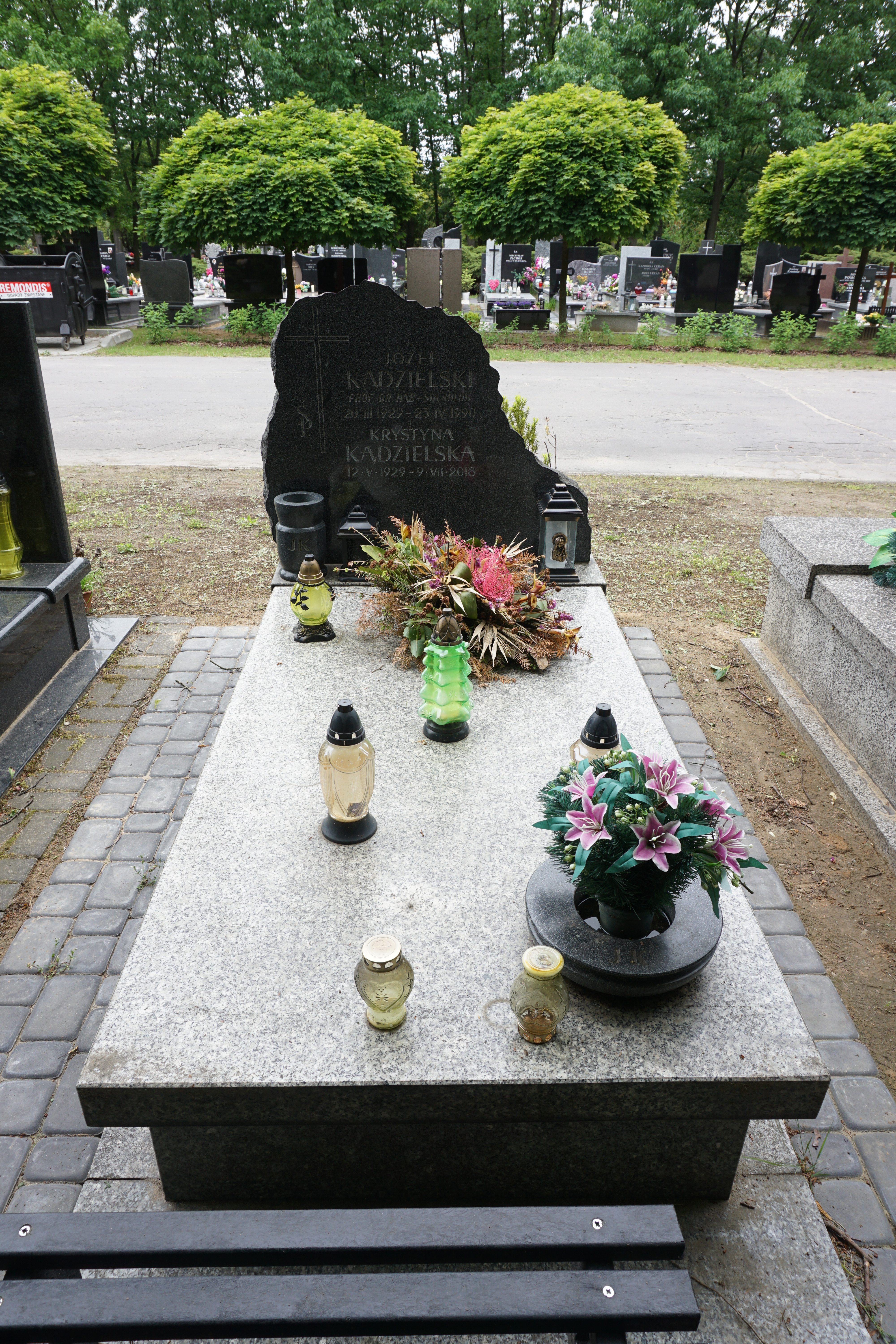
Grób Józefa Kądzielskiego na cmentarzu komunalnym Północnym w Warszawie

Urodził się w rodzinie robotniczej. Podczas wojny pracował przymusowo w tkalni w zakładach Poznańskiego. Po wyzwoleniu ukończył w trybie przyspieszonym szkołę podstawową i zasadniczą szkołę elektryczną, a następnie gimnazjum miejskie i liceum pedagogiczne. Po ukończeniu liceum pedagogicznego przez półtora roku (w czasie studiów) był zatrudniony jako nauczyciel w szkole podstawowej TPD Nr 5 w Łodzi. W latach 1951–1953, jako student, pracował w Katedrze Historii Myśli Społecznej Uniwersytetu Łódzkiego. W 1954 uzyskał magisterium z historii w zakresie socjologii. W okresie 1954–1959 pracował w Zakładzie Historii Czasopiśmiennictwa UŁ, zaś później w Zakładzie Historii Kultury PAN (we wszystkich przypadkach pod kierunkiem profesora Józefa Chałasińskiego). Po likwidacji ostatniego zakładu w 1959 roku, pracował do końca marca 1965 w Zakładzie Badań nad Kulturą Masową Instytutu Filozofii i Socjologii PAN.
Na podstawie rozprawy "Henryk Kamieński – ideolog wojny ludowej" Rada Wydziału Filozoficzno-Historycznego Uniwersytetu Łódzkiego nadała mu tytuł doktora nauk humanistycznych. Habilitował się w styczniu 1965 w Instytucie Filozofii i Socjologii PAN na podstawie rozprawy "O problemie modelu rewolucji kulturalnej". 
Po uzyskaniu stopnia docenta i tytułu doktora habilitowanego zaczął łączyć pracę naukową z działalnością badawczą. W latach 1965–1967 był kierownikiem Instytutu Książki i Czytelnictwa Biblioteki Narodowej w Warszawie. Od roku 1966 pełnił funkcję dyrektora naukowego Ośrodka Badania Opinii Publicznej i Studiów Programowych Komitetu ds. Radia i Telewizji. Od 1971 roku był dyrektorem tegoż ośrodka, gdzie pod jego kierunkiem przeprowadzono ponad 120 sondaży i badań. Z dniem 1 września 1972 rozpoczął pracę w Wyższej Szkole Nauk Społecznych przy KC PZPR na stanowisku kierownika Zakładu Teorii i Metod Propagandy.
10 stycznia 1974 Rada Państwa PRL nadała mu tytuł profesora nadzwyczajnego nauk humanistycznych. 
Ze stanowiska kierownika zakładu zrezygnował na własną prośbę 30 września 1976 i przeniósł się do Instytutu Dziennikarstwa UW, z którym był związany już od 1967 roku. Początkowo wykładał w Studium Podyplomowym oraz w Magisterskim Studium Dziennikarskim. Był kierownikiem Zakładu Teorii i Socjologii Propagandy oraz Pomagisterskiego Dziennego Studium Dziennikarstwa. Został wybrany prodziekanem, a później dziekanem Wydziału Dziennikarstwa i Nauk Politycznych (w latach 1978–1981 oraz 1984–1987).
Jako naukowiec bardzo dużo wysiłków poświęcał pracy dydaktycznej. Pod jego kierunkiem napisano ponad 108 prac magisterskich, dyplomowych i podyplomowych z zakresu kultury i opinii społecznej. Wypromował ponad 33 doktorów, którzy pisali prace w językach polskim, rosyjskim i angielskim. Był członkiem Rady Redakcyjnej "Przeglądu Socjologicznego" i "Zeszytów Prasoznawczych", członkiem Komitetu Redakcyjnego "Rocznika Biblioteki Narodowej", członkiem Rady Naukowej Biblioteki Narodowej, Ośrodka Badań Prasoznawczych w Krakowie, oraz Instytutu Badań Problemów Młodzieży w Warszawie. Był także członkiem Komitetu Nauk Socjologicznych PAN, członkiem Rady Naukowej Wojskowej Akademii Politycznej im. Feliksa Dzierżyńskiego, członkiem Komitetu Organizacyjnego Towarzystwa Przyjaciół Pamiętnikarstwa, członkiem jury konkursu "Miesiąc mojego życia" "Tygodnika Kulturalnego" i członkiem jury nagrody im. Józefa Chałasińskiego Tygodnika Kulturalnego. 
Zmarł po ciężkiej chorobie, pochowany został na cmentarzu komunalnym Północnym na Wólce Węglowej (kwatera E-XVII-1-1-4).

## Odznaczenia
- Krzyż Kawalerski Orderu Odrodzenia Polski
- Złoty Krzyż Zasługi
- Medal 30-lecia Polski Ludowej
- Medal 40-lecia Polski Ludowej
- Medal Komisji Edukacji Narodowej
- Odznaka 1000-lecia Państwa Polskiego

## Publikacje
- Publiczność prasowa Katowic, Kraków 1963.
- O problemie modelu rewolucji kulturalnej. PWN, Łódź 1964.
- Czytelnictwo w procesie wychowania. W: Bliżej książki, Warszawa 1966.
- The Center for Public Opinion and Broadcasting Research: organization, method and prospects. W: Social Sciences Information sur les Sciences Sociales, vol. VI, 1-Feb. 1967.
- Zainteresowanie Politechniką Telewizyjną „Biuletyn Telewizyjny” OBOPiSP nr 2, Warszawa 1968. Praca tłumaczona dla UNESCO na języki: angielski, francuski i rosyjski; dostępna w publikacji książkowej Pt. „Telewizja i kształcenie pracujących”. Warszawa 1968.
- Zainteresowanie w świecie programem zagranicznym Polskiego Radia. OBOPiSP „Zeszyty Teoretyczno-Empiryczne” nr 71. Warszawa 1967.
- Z badań nad opinią publiczną i kulturą masową w Polsce. „Biuletyn Radiowo-Telewizyjny” OBOPiSP nr 10, 1969 (praca tłumaczona na język bułgarski).
- Publiczność prasowa Polski. W: „Studia Pedagogiczne”, t. XVII, pt. Z problemów aktywnego uczestnictwa w kulturze, 1969.
- Współczesne problemy socjologii prasy. W: Historia prasy polskiej a kształtowanie się kultury narodowej, t. II, Warszawa 1968.
- Problemy upowszechniania nauki. „Oświata dorosłych” 1969 nr 2/97.
- Stan badań nad upowszechnianiem nauki w Polsce. W: Upowszechnianie nauki i zainteresowanie nauką, Ossolineum, Warszawa 1971.
- Popularyzacja wiedzy i jej skutki społeczne. W: Problemy upowszechniania wiedzy, Warszawa 1971.
- Czytelnictwo młodzieży wiejskiej. Biblioteka narodowa, Warszawa 1971.
- Trzydzieści lat agresji hitlerowskiej na Polskę w opinii cudzoziemców. W: Polska, kraj, który zadziwia. PWN, Warszawa 1971.
- Rola radia i telewizji w kulturze narodowej. Wydawnictwo Radia i Telewizji 1971.
- Polityka kulturalna i upowszechnianie kultury. Warszawa 1975.
- Rozumienie kultury politycznej. Edukacja Polityczna Vol. 6-7, 1985.